# Seta Dadoyan
Seta Barsoumian-Dadoyan (en arménien : Սեդա Պարսումեան-Տատոյեան), née en 1950 à Alep en Syrie, est une artiste peintre, historienne et arménologue arménienne spécialisée dans l'histoire médiévale de son pays.
Elle est l'auteure de plus de cinquante articles dans des revues savantes arménophones et anglophones et d'une douzaine d'ouvrages en arménien ou en anglais, et est la première femme à avoir obtenu un doctorat en sciences et en philosophie en travaillant sur l'histoire de l'Arménie. Dans ses recherches sur le passé médiéval, elle met l'accent sur la relation entre les Arméniens et les Musulmans et est considérée comme une érudite dans ce domaine.

## Biographie
Seta Dadoyan naît à Alep en 1950 dans une famille arménienne,, puis déménage à Beyrouth au Liban où elle fait ses études et débute dans la peinture. Elle obtient une maîtrise en philosophie à l'université américaine de Beyrouth en 1969. Elle y est ensuite professeure d'études culturelles, de philosophie et d'art de 1986 à 2005,. Elle enseigne également à l'université Haigazian, située dans la même ville, de 1981 à 1986, à l'université Columbia à New York aux États-Unis de 2002 à 2006, au séminaire St Nerses à Armonk de 2007 à 2010 puis à l'université de Chicago en 2010, toujours en Amérique.
Dadoyan s'intéresse au début de ses études au monde de l'art, et plus particulièrement à la peinture, qu'elle pratique. Son premier ouvrage, Libananahay Nkarčowt̕iwnë, Ink̕nowt̕ean tagnapin lnysin tak (Լիբանանահայ Նկարչութիւնը՝ Ինքնութեան տագնապին լոյսին տակ), paru en 1984, traite par conséquent de la peinture arménienne au Liban. Il est suivi par Ēǰer Arewmtahay Mtaçowmēn (Էջեր Արեւմտահայ Մտածումէն) trois ans plus tard, un écrit qui analyse la pensée politique, sociale et philosophique de l'intelligentsia arménienne du Mouvement d'éveil (hyw) au génocide des Arméniens. Dans l'œuvre scientifique de l'arménologue, ces livres-là et les deux qui suivirent en 1991 et en 1997 sont mis en arrière-plan par ses recherches réalisées dans les décennies suivantes sur les liens entre les Arméniens et le monde arabo-musulman. Entre 2011 et 2013, elle publie un triptyque consacré à ce sujet, The Armenians in the Medieval Islamic World.
Ses conférences sur les relations arméno-musulmanes menées à partir des années 1990 à l'Université d'État d'Erevan et à celle de Chicago, sont saluées par plusieurs universitaires, dont le professeur Michael G. Morony (en) qui déclare que ses recherches contribuent à la sensibilisation de « l'opinion publique à l'implication des Arméniens dans l'histoire du Moyen-Orient » et l'universitaire James R. Russell (en) qui parle d'une « fête intellectuelle » et d'un travail « très important ».

## Distinction
En 1999, Seta Dadoyan est récompensée de la médaille Davit Anhaght, la plus haute distinction décernée par l'Académie arménienne de philosophie, pour ses contributions aux études philosophiques arméniennes.

## Écrits
- (hy) Լիբանանահայ Նկարչութիւնը Ինքնութեան Տագնապին Լոյսին Տակ, Antélias, Catholicossat arménien de Cilicie,‎ 1984, 77 p.
- (hy) Էջեր Արևմտահայ Մտածումէն – Ե. Տէմիրճիպաշեան, Տ. Չրաքեան-Ինտրա, Շ. Պէրպէրեան, Գ. Գավաֆեան, Դանիէլ Վարուժան, Beyrouth, Union générale arménienne de bienfaisance,‎ 1987, 246 p.
- (hy) Յովհաննէս Երզնակացիի 'Ի Տաճկաց Իմաստասիրաց'ը և Իմաստատիրական Արձակը Իսլամական Աղբիւրներուն Լոյսին Տակ, Beyrouth,‎ 1991, 230 p.
- (en + hy) The Armenian Condition in Hindsight and Foresight : A Discourse, Ottawa, Paperback, juillet 1997, 214 p. (ISBN 978-1-4951-7994-5)
- (en) The Fatimid Armenians – Cultural and Political Interaction in the Near East, Leiden (Netherlands), Éditions Brill, coll. « Islamic History and Civilization Series », 1997, 215 p. (ISBN 90-04-10816-5, lire en ligne)
- (en) The Contribution of the Armenian Church to the Christian Witness in the Middle East, Antélias, Catholicossat arménien de Cilicie, 2001, 212 p.
- (en) The Armenian Catholicosate from Cilicia to Antelias : An Introduction, Antélias, Catholicossat arménien de Cilicie, 2003, 115 p.
- (en) The Armenians in the Medieval Islamic World – Paradigms of Interaction – Seventh to Fourteenth Centuries. Volume One : The Arab Period in Armīnyah – Seventh to Eleventh Centuries, Transaction Publishers (en), 2011, 236 p. (ISBN 978-1-4128-5189-3)
- (en) The Armenians in the Medieval Islamic World – Paradigms of Interaction Seventh to Fourteenth Centuries. Volume Two : Armenian Realpolitik in the Islamic World and Diverging Paradigms – Case of Cilicia – Eleventh to Fourteenth Centuries, Transaction Publishers (en), 2013, 347 p. (ISBN 978-1-4128-4782-7, lire en ligne)
- (en) The Armenians in the Medieval Islamic World – Paradigms of Interaction Seventh to Fourteenth Centuries. Volume Three : Medieval Cosmopolitanism and Images of Islam – Thirteenth to Fourteenth Centuries, Transaction Publishers (en), 2013, 316 p. (ISBN 978-1-4128-4577-9)
- (en) The Catholicosate of Cilicia : History, Mission, Treasures, Antélias, Catholicossat arménien de Cilicie, 2015, 400 p. (ISBN 978-9953-0-3164-4)

### Vidéographie
- (en) Les Arméniens et l'Islam, conférence de Seta Dadoyan, 67 minutes